# Bundesrat (Szwajcaria)
Bundesrat, Rada Związkowa, Rada Federalna (niem. Bundesrat, fr. Conseil fédéral, wł. Consiglio federale, rom. Cussegl federal) – organ pełniący w Szwajcarii funkcję rządu i kolegialnej głowy państwa, mający siedzibę w Bundeshaus w Bernie.

## Opis
W jej skład wchodzi 7 osób wybieranych przez parlament. Kierują oni następującymi resortami: Spraw Zagranicznych, Spraw Wewnętrznych, Sprawiedliwości, Obrony, Gospodarki Krajowej, Finansów, Komunikacji.
Rząd ma charakter dyrektorialny – parlament nie może go odwołać czy też zmusić do dymisji. Oznacza to, że Rada Związkowa nie ponosi odpowiedzialności politycznej przed parlamentem. Kadencja Rady jest równa kadencji izby niższej parlamentu, wynosi 4 lata (Konstytucja Szwajcarii, art. 145). Parlament raz na rok wybiera spośród członków Rady jej przewodniczącego, będącego jednocześnie prezydentem Konfederacji Szwajcarskiej, oraz jego zastępcę.

## Obecny skład Rady
|  | Członek                   | Zdjęcie | Data wejścia          | Partia  | Kanton     | Funkcja |
|  | ------------------------- | ------- | --------------------- | ------- | ---------- | --- |
|  | Guy Parmelin              |         | 1 stycznia 2016(dts)  | SVP/UDC | Vaud       | Wiceprezydent Szwajcarii w 2025; Szef Federalnego Departamentu Spraw Gospodarczych, Edukacji i Badań Naukowych |
|  | Ignazio Cassis            |         | 1 listopada 2017(dts) | FDP/PLR | Ticino     | Szef Federalnego Departamentu Spraw Zagranicznych                                                              |
|  | Karin Keller-Sutter       |         | 1 stycznia 2019(dts)  | FDP/PLR | St. Gallen | Prezydent Szwajcarii w 2025; Szef Federalnego Departamentu Finansów                                            |
|  | Élisabeth Baume-Schneider |         | 1 stycznia 2023(dts)  | SP/PS   | Jura       | Szef Federalnego Departamentu Spraw Wewnętrznych                                                               |
|  | Albert Rösti              |         | 1 stycznia 2023(dts)  | SVP/UDC | Berno      | Szef Federalnego Departamentu Środowiska, Transportu, Energii i Komunikacji                                    |
|  | Beat Jans                 |         | 1 stycznia 2024(dts)  | SP/PS   | Bazylea    | Szef Federalnego Departamentu Sprawiedliwości i Policji                                                        |
|  | Martin Pfister            |         | 1 kwietnia 2025(dts)  | DM/LC   | Zug        | Szef Federalnego Departamentu Obrony, Ochrony Ludności i Sportu                                                |